# Surt

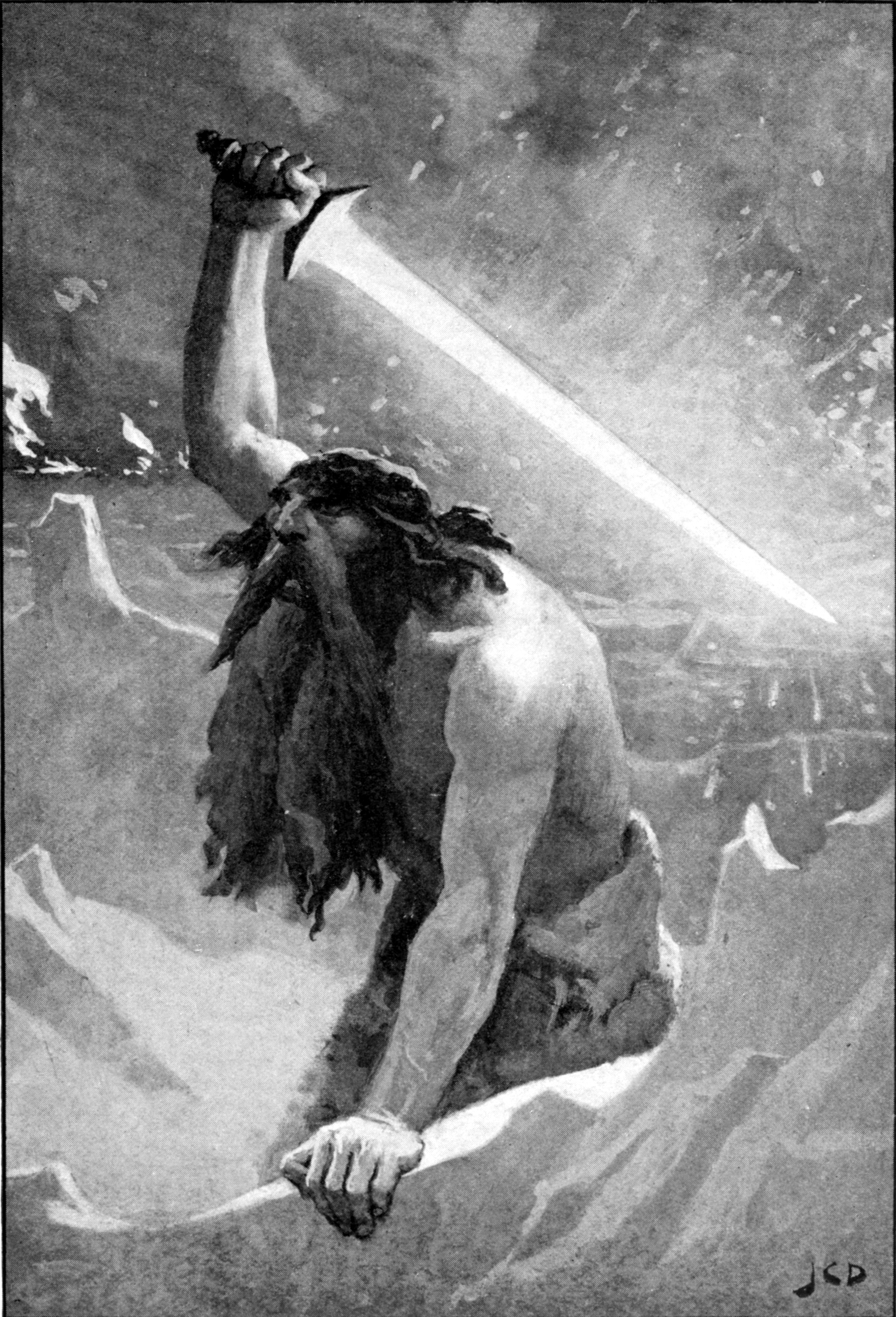
Surt por John Charles Dollman.

Na mitologia nórdica, Surt é o gigante de fogo que guarda Muspelheim. No Ragnarok, segundo a mitologia nórdica, Surt lançará fogo nos nove mundos.
Surt, Surtur ou ainda Surtr (nórdico antigo "Negro" ou "Aquele moreno"), é o jötunn ancião, líder dos gigantes de fogo do Muspelheim. Surtur é citado na Edda em verso, compilada no século XIII a partir de fontes tradicionais mais adiantadas, e na Edda em prosa, escrita no século XIII por Snorri Sturluson. Em ambas as fontes, Surtur é anunciado como sendo uma figura importante durante os eventos do Ragnarök, carregando sua espada brilhante, ele irá para a batalha contra os Æsir, tendo um confronto com o grande deus Freyr, e depois as chamas que ele traz vão engolir a Terra. É o assassino de dois irmãos de Odin, Vili e Ve, e certamente deve ser considerado tanto o maior inimigo de Odin quanto de Asgard.
Surtur não é mencionado em grande parte da mitologia pagã que foi recuperada e escrita nas Eddas. Existem algumas escolas de pensamento que discutem se Surtur foi de facto o primeiro ser, criado a partir do fogo primordial. Este fogo teria derretido a geada de gelo para revelar Audhumla, e para criar o ser primordial, Ymir. Além disso, com o tempo, o fogo de Surtur teria sido o suficiente para revelar o primeiro dos deuses, Buri, o avô de Odin, que se tornaria o chefe dos Æsir. Se esta visão estiver correta, então Surtur é o começo de toda a vida e o final dela também.
Durante o ciclo do mito pagão nórdico, Surtur permanece nas fronteiras do reino de fogo Muspelheim, onde ele e todos os seus filhos vivem. Eles não têm grandes conflitos com os deuses como os gigantes de gelo, e os gigantes de fogo tentam manter-se inativos até que o tempo do Ragnarok chegue. Durante o Ragnarok (uma espécie de versão viquingue do Armagedom), Surtur e seus gigantes de fogo irão se juntar aos gigantes de gelo, bem como o grande lobo Fenrir e o seu irmão mais velho Jörmungandr, a Serpente do Mundo, juntamente com o seu pai Loki, em uma batalha contra os Æsir e Vanir. Muitos deuses morrerão, e Surtur estará destinado a lutar contra o desarmado deus Freyr antes do fogo de Muspelheim varrer a terra e deixá-la limpa e pronta para um novo ciclo de vida.

## Na cultura popular
Uma versão de Surt, batizada Surtur, é um dos inimigos de Thor nos quadrinhos da Marvel Comics.
A Banda de Melodic Death Metal Amon Amarth faz referência a Surt em seu Disco: Surtur Rising. "'Destroyer Of The Universe'
É muito agressiva e é como uma faixa-título. Na verdade, trata-se de Surtur e de como ele vai contra Frej no Ragnarok, no fim do mundo." Diz Johan Hegg, líder e vocalista da banda.
No jogo Ragnarok Online é possível encontrar um monstro chefe chamado Satan Morroc (através de uma missão), que é o gigante Surt, embora sua aparência e alguns aspectos tenham sido mudados. este se encontrava selado abaixo do castelo da cidade de Morroc, e foi liberado em uma das atualizações do jogo.
No jogo League of Legends, o personagem Brand também referência Surt, isso pode ser notado pelo seu tema (fogo), por sua aparência (pele de cor preta e coberta por chamas), além de uma de suas frases dizer que lançará fogo sobre o mundo, exatamente com Surt faz durante o Ragnarök.
No livro Magnus Chase and the Gods of Asgard, Surt é um dos personagens, o qual é responsável pela morte do protagonista.
Surtur também é utilizado na patch dos coletes do motoclube um porcento (fora-da-lei), "Pagan's".
No Jogo eletrônico para PlayStation 4 e Microsoft Windows, Hellblade: Senua's Sacrifice, Surtr aparece como um dos Boss do jogo. No jogo ele é a representação do fogo que destrói tudo. 
No mais recente anime de Saint Seiya (Os Cavaleiros do Zodíaco), que se passa em Asgard, intitulado Saint Seiya: Soul of Gold (Saint Seiya: Alma de Ouro), em que os Cavaleiros de Ouro são misteriosamente revividos, Surtr aparece como um dos Guerreiros Deuses do suposto novo representante de Odin, Andreas, e também como um amigo de infância de Camus de Aquário, que passou a odiar o Cavaleiro após este - acidentalmente - ter matado sua irmã Sinmore. Dentro da árvore Yggdrasil, em uma de suas Sete Câmaras, Surtr protege a Câmara de Fogo, conhecida, justamente, por Muspelheim. Ele é derrotado pelo Cavaleiro de Aquário, cuja alma desperta, juntamente da armadura divina, mas Camus poupa sua vida para que ele possa recomeçá-la e viver, desta vez, em nome do verdadeiro Odin. 
No terceiro filme da trilogia "Thor", da Marvel, nomeado Thor Ragnarok, Surtur aparece como um dos personagens, e seu elmo é essencial para o desencadear a destruição do planeta Asgard. 
No jogo de celular Fire Emblem Heroes, Surtr aparece como um dos antagonistas de um dos atos do jogo, e também é presente como um personagem que utilizado pelo jogador.